# 괴담 (1968년 영화)
"괴담"은 1968년 공개된 대한민국의 영화이다.

## 배역
- 남정임
- 이순재
- 전계현
- 남진
- 방인자
- 차미영
- 문희
- 남궁원
- 서정아